# Hispanirhynchia cornea
hisparnirhynchia cornea é uma espécie de braquiópode pertencente à família Frieleiidae.
A autoridade científica da espécie é Fischer, tendo sido descrita no ano de 1887.
Trata-se de uma espécie presente no território português, incluindo a sua zona económica exclusiva.